# جیتی‌قره
جیتی‌قره (به قزاقی: Жітіқара، جىتىقارا) یک منطقهٔ مسکونی در قزاقستان است که در استان قوستانای واقع شده‌است. جیتی‌قره۳۳۵۸۷ نفر جمعیت دارد.
سابقا شهر جیتی‌قره «شهر در سطح شهرستان» و مستقل از تابعیت شهرستان‌های استان قوستانای بوده. اما در سال ۱۹۹۷ میلادی، این شهر تقلیل درجه پیدا کرد و به تابعیت شهرستان جیتی‌قره در آمد..